# ماجدالينا سبينولا
كانت ماجدالينا سبينولا (1896-1991) معلمة وشاعرة وصحافية من غواتيمالا. تيتمت سبينولا في سن مبكرة، وشجعها جار طفولتها، ميغل أنخل أستورياس، لتحقيق أحلامها الأدبية. بعد تخرجها من كلية المعلمين في البلاد، عملت سبينولا معلمة في أكاديمية خاصة وبدأت بنشر قصائدها.
كان زوج سبينولا، أيفرين أغيلار فوينتيس، منتميًا لحكومة الديكتاتور، خورخي أوبيكو كاستانيدا، إلا أنه أصبح عدوه لاحقًا، فألقي القبض عليه وقُتل بإطلاق النار عليه. اعتُقلت سبينولا لفترة وجيزة ونبذها الكثيرون. كانت سبينولا نسوية متحمسة، وزادت جرأتها بالحديث عن القضايا السياسية بعد سقوط حكومة أوبيكو.
كانت سبينولا كاتبة السيرة الذاتية الخاصة بالشاعرة، جابرييلا ميسترال، وكانت من أوائل كاتبات الشعر الإيروتيكي في أمريكا الوسطى.

## سيرتها الشخصية
وُلدت ماجدالينا سبينولا ستيكر بتاريخ 26 ديسمبر 1896 في غواتيمالا لرافائيل سبينولا أوريانا وفلورنسيا ستريكير فرياس. توفيت والدة ماجدالينا عندما كانت في الرابعة من عمرها، وتوفي والدها بعد ذلك بعام واحد. بعدها، انفصلت سبينولا أيضًا عن أختها، ستيلا، إذ عاشت ماجدالينا مع عائلة جدها من أبيها، أما شقيقتها فعاشت مع عائلة جدها من أمها. أصبح جار سبينولا، ميغل أنخل أستورياس، صديق طفولتها، وتباحثت معه الأمور المتعلقة بحبها المتنامي للأدب. في فترة لاحقة، كرس أستورياس كتابه الأول لها.
بدأت سبينولا تعليمها في روضة أطفال، دولوريس وجيسوس مونيوز، ثم التحقت بمدرسة «سينترال دي سينيوريتاس» تحت إرشاد كونسيبسيون سارافيا دو زيريون. أصيبت ماجدالينا بالدهشة عندما علمت أن والدها هو كاتب مقدمة كتابها المدرسي. بعدها، تركت ماجدالينا مدرستها، وانتقلت إلى مدرسة سينيوريتاس سان روزا. بعد إتمام تعليمها الثانوي، التحقت سبينولا بكلية المعلمين في معهد نورمال سينترال لتأهيل المعلمات. بعد تخرجها من الكلية، حصلت ماجدالينا على أوراق اعتمادٍ تؤهلها لممارسة مهنة التدريس. حصلت على وظيفة في مدرسة خاصة تدعى «خوسيفينا غونزاليس» وعملت فيها خلال السنة الدراسية 1914-1915.

## جهود الكتابة الأولى
في عام 1915، كتبت سبينولا قصتها الأولى بعنوان «نوبيا»، وأرسلتها إلى مجلة غواتيمالا الإعلامية حيث تمت مراجعتها وقبولها من قبل كارلوس وايلد أوسبينا وفيرجيليو رودريغوز بيتيتا وماكسيمو سوتو هال. مدعومة بنجاحها، نشرت ماجدالينا مقالات في صحيفة الجمهورية ومجلة لاإسفيرا وصحيفة كويتزالتينجو المرموقة. مع ذلك، سرعان ما تراجعت كتابات ماجدالينا بعد زواجها إفراين أغيلار فوينتيس الذي أنجبت منه خمسة أطفال، فقدت منهم توأمين وطفل، وبقي منهم الابنة الكبرى، ليليان يوجينيا، وابنها رافائيل، الذي سمي على اسم والدها.
خلال فترة رئاسة مانويل إسترادا كابريرا، تعرضت عائلة إغيلار للاضطهاد، وأُرسلت للمنفى، أولًا إلى السلفادور، ثم إلى هندوراس، وأخيرًا إلى نيكاراغوا. استقر إغيلار في مدينة ليون بنيكاراغوا والتحق بالجامعة هناك. تمكنت سبينولا، التي لم ترافق زوجها إلى منفاه، من إحياء جهودها الأدبية وعادت للقيام بعدة مهام أخرى أبقتها مشغولة. في عام 1925، ومدفوعة من النجاحات التي تمكنت النساء في إنجلترا وفرنسا والولايات المتحدة الأمريكية من تحقيقها في مجال منح المرأة حق التصويت، ساهمت ماجدالينا مع كل من روميليا ألاركون ولورا بندفيلدت وماريا ألبرتينا غالفيز وكليمنسيا دي هيرارتي وغلوريا مينينديز مينا وأدريانا دي بالارايا وغراسيلا كوان بتشكيل اللجنة الداعمة للمواطنة للنضال من أجل منح المرأة حق التصويت في غواتيمالا.